# Володимирський повіт (1920—1940)
Володимирський повіт (Powiat włodzimierski) — адміністративно-територіальна одиниця в складі Волинського воєводства міжвоєнної Польщі, один із 10 повітів воєводства.

## Історія
12 грудня 1920 р. з повіту вилучені Бранська, Хорівська, Підберезська, Свинюська, Скобелецька, Киселинська і Горохівська волості та з них утворено Горохівський повіт; до новоутвореного Любомльського повіту передані ґміни Березьце, Головно, Гуща, Любомль, Пульмо, Шацк і Згорани; до Ковельського повіту — ґміни Кримно і Нови Двур. Адміністративним центром було місто Володимир. У склад повіту входили 1 місто, 2 містечка і 6 сільських ґмін (414 сільських поселень).
У 1926 р. полька влада позбавила Порицьк прав міста.
Розпорядженням міністра внутрішніх справ 25 листопада 1933 р. колонії Олександрівка і Северинівка передані з ґміни Коритниця до ґміни Верба.
27 листопада 1939 р. включений до новоутвореної Волинської області. 
17 січня 1940 р. повіт ліквідований у зв'язку з утворенням районів — кожен із кількох ґмін:
- Вербський — з сільських ґмін Верба і Олєск;
- Володимир-Волинський — з міської ґміни Володимир та сільських ґмін Мікуліче і Хотячув;
- Порицький — зі сільських ґмін Ґжибовіца і Порицк;
- Устилузький район — з міської ґміни Устилуг та сільської ґміни Коритниця.

## Географічні дані
Повіт займав південно-західну частину воєводства і межував із заходу з Люблінським воєводством (Грубешівський повіт), з півночі — з Любомльським повітом, зі сходу — з Ковельським і Горохівським повітами, з півдня — зі Львівським воєводством (Сокальський повіт).
Площа повіту становила 2.208 км2, населення було 150,4 тис. осіб (за переписом 1931 року), а густота населення становила 68 осіб на 1 км2. Крім української більшості були польська, єврейська і чеська меншини.

## Адміністративний поділ
Міські ґміни:
1. м. Володимир

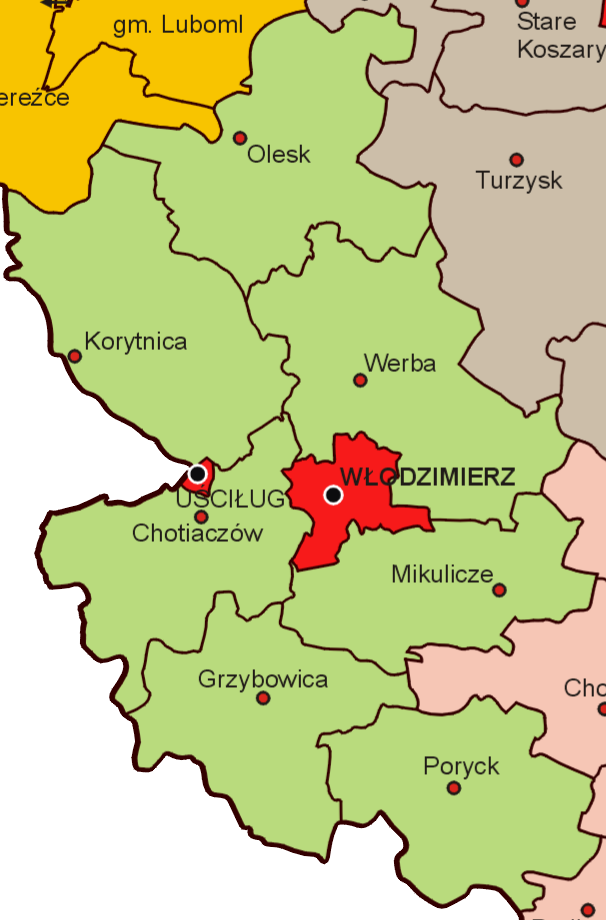
Володимирський повіт

2. містечко Порицьк - до 1926. Статус понижено до містечка сільської ґміни
3. містечко Устилуг

Сільські ґміни:
1. Ґміна Верба (Werba)
2. Ґміна Ґжибовіца (Grzybowica)
3. Ґміна Коритніца (Korytnica)
4. Ґміна Мікуліче (Mikulicze)
5. Ґміна Олеськ (Olesk)
6. Ґміна Порицк (Poryck)
7. Ґміна Хотячув (Chotiaczów)

## Старости
- Казімєж Бжозовскі (1920-)
- Вацлав Маляновскі (1921—1924)
- Іґнаци Дрояновскі
- Казімєж Рінґ